# Sonja Draksler
Sonja Draksler, auch Sonja Radda-Draksler, (* 5. Jänner 1927 in Dol bei Hrastnik, damals Königreich Jugoslawien; † 29. Jänner 2016 in Klagenfurt am Wörthersee, Kärnten) war eine österreichische Opernsängerin (Mezzosopran/Alt) jugoslawischer Herkunft.

## Leben
Sonja Draksler, im heutigen Slowenien geboren, absolvierte ihr Gesangsstudium an der Musikakademie Ljubljana. Ihre Karriere als Sängerin begann 1947 als Solistin im Slowenischen Rundfunk bei Radio Ljubljana. In der Konzertsaison 1948/49 trat sie als Solistin mit der Slowenischen Nationalphilharmonie Ljubljana auf. 1951 debütierte sie als Opernsängerin an der Nationaloper Ljubljana.
1955 wurde sie an die Wiener Volksoper engagiert, wo sie als Fenena in der Verdi-Oper Nabucco ihr Hausdebüt gab. Der Wiener Volksoper gehörte sie als festes Ensemblemitglied bis zum Ende ihrer Karriere in den 1970er Jahren an. Zu ihren Hauptrollen gehörten u. a. die Titelpartie in Carmen, Azucena in Il Trovatore, Maddalena in Rigoletto, die Hexe in Rusalka, Magdalena in Der Evangelimann, die Brigitta in Die tote Stadt und, im Bereich der Operette, die Zigeunerin Czipra in Der Zigeunerbaron. In der Spielzeit 1956/57 übernahm sie an der Wiener Volksoper die Rolle der Frau Försterin in der österreichischen Erstaufführung der Oper Das schlaue Füchslein. Zwischen 1968 und 1973 sang sie in insgesamt 15 Vorstellungen auch verschiedene mittlere und kleinere Partien an der Wiener Staatsoper. In der Saison 1958/59 übernahm sie, als Partnerin von Mimi Coertse, zur Spielzeiteröffnung die Nancy in der Premiere der komischen Oper Martha im Wiener Redoutensaal. In der Spielzeit 1962/63 sang sie an der Wiener Volksoper mit „prachtvollem Alt“ die Suzuki in einer deutschsprachigen Madame Butterfly-Neuinszenierung.
Draksler gastierte bei den Salzburger Festspielen (August 1957, als 2. Magd in Elektra), bei den Bregenzer Festspielen (1958 als Kathinka in Die verkaufte Braut, 1960 als Bostana in Der Barbier von Bagdad) und von 1963 bis 1966 beim Festival in Aix-en-Provence; dort sang sie die Nymphe Dryade in Ariadne auf Naxos und die Dritte Dame in der Mozart-Oper Die Zauberflöte. Auch als Konzertsängerin hatte Draksler eine bedeutende Karriere.
Von Sonja Draksler sind verschiedene Tondokumente erhalten. Mehrere Aufnahmen, meist Opernquerschnitte, wurden auf LP beim Label Eurodisc veröffentlicht, u. a. Carmen, Hoffmanns Erzählungen (als Niklaus und Stimme der Mutter), Der Troubadour und Rigoletto. Auf Cetra ist sie im Live-Mitschnitt der Salzburger Elektra-Aufführung von 1957 zu hören. Außerdem erschien in der Serie „Goldene Operette“ bei Telefunken ein Querschnitt der Operette Gräfin Mariza, in der sie die kleine Partie der Zigeunerin Manja singt.
Sonja Draksler wurde in Anerkennung ihrer künstlerischen Verdienste der Titel „Österreichische Kammersängerin“ verliehen. 1973 nahm Draksler Abschied von der Opernbühne. Sie lebte seither in Klagenfurt am Wörthersee, wo sie im Jänner 2016 im Alter von 89 Jahren starb. Draksler war mit dem Arzt Dr. Heinrich Radda verheiratet. Aus der Ehe gingen zwei Kinder (ein Sohn, eine Tochter) hervor. 